# Marcelo Ibrahim
Marcelo Ibrahim (Rio de Janeiro, 15 de julho de 1961 — Rio de Janeiro, 2 de julho de 1986) foi um ator brasileiro.
Adepto da musculação e formado em Direito, também era atleta fisiculturista e Campeão Mundial de Aikidô, além de musicista, pois tocava piano e cravo. 
Começou a carreira no teatro com a peça Rocky Stallone, produção de 1985, escrita especialmente para ele em virtude de sua semelhança física com o ator americano  Sylvester Stallone. Quando morreu, preparava-se para estrelar a peça "Segura o Afonso pra Mim". Também atuou, ao lado de Débora Duarte, na peça "Cozinhando Maças" e participou do vídeo-clipe da musica "Nada Mais" (1985), com a cantora Gal Costa.
Na televisão estreou também em 1985, na Rede Globo, na telenovela Um Sonho a Mais, vivendo o personagem Beto. Em 1986 participou da novela Selva de Pedra, como Gastão, bem como do filme Os Trapalhões e o Rei do Futebol e da série Armação Ilimitada, em que o ator fez o personagem Jambo com o título do episódio "Jambo para Matar". Este episódio fazia uma sátira ao filme Rollerball - Os Gladiadores do Futuro (1975) e foi dedicado à memória do ator, falecido na véspera de sua exibição.

## Morte
Morreu em 2 de julho de 1986. Suspeitou-se que, pelas circunstâncias da sua morte, o ator teria sido vítima da AIDS, no entanto o laudo médico emitido, em 12 de julho de 1986, pela Dra. Emília N. Xavier, do Hospital São Vicente, onde se deu seu falecimento relata: "Os testes imunológicos realizados no paciente Marcelo Ibrahim pelo Dr. Carlos Loja, consistiram de investigação dos dois tipos de imunidade, celular e humoral, e pesquisa de HTLV3. Os resultados demonstraram que não havia deficiência na produção de anticorpos, que sua imunidade celular no momento da doença estava diminuída em função da agudicidade do quadro infeccioso e que O HTLV3 foi negativo. Isso ressalta o fato de que a infecção grave quando ocorre não é somente pela baixa da imunidade, mas pela virulência e toxinas pelo micro organismo causador, como neste caso, levando a um quadro irreversível de pulmão de choque."

## Filmografia
- Um Sonho a Mais
- Selva de Pedra
- Os Trapalhões e o Rei do Futebol
- Armação Ilimitada